# شون فرانك
شون فرانك هو دي جيه ومغني كندي، ولد في 7 يونيو 1982 في تورونتو في كندا.

## وصلات خارجية
- الموقع الرسمي
- شون فرانك على موقع ميوزك برينز (الإنجليزية)
- شون فرانك على موقع أول ميوزيك (الإنجليزية)
- شون فرانك على موقع ديسكوغز (الإنجليزية)
- شون فرانك على موقع ديسكوغز (الإنجليزية)